# Prodasineura collaris
Prodasineura collaris är en trollsländeart som först beskrevs av Selys 1860.  Prodasineura collaris ingår i släktet Prodasineura och familjen Protoneuridae. IUCN kategoriserar arten globalt som livskraftig. Inga underarter finns listade i Catalogue of Life.